# Premio dei Tre Fisici
Il Premio dei Tre Fisici (in francese Prix des trois physiciens) è un premio di fisica assegnato dall'École Normale Supérieure (ENS) di Parigi e dalla Fondazione Eugène Bloch. Il premio è intitolato in onore dei fisici Henri Abraham, Eugène Bloch e Georges Bruhat, che furono direttori del laboratorio di fisica dell'ENS e tutti e tre morirono nei campi di concentramento nazisti tra il 1943 e il 1945. Il premio fu istituito dalla vedova di Bloch.

## Vincitori
- 1951 Jean Cabannes
- 1952 Maurice Bayen
- 1953 Gustave Ribaud
- 1954 Maurice Ponte
- 1955 non assegnato
- 1956 Nevill Francis Mott
- 1957 H. B. G. Casimir
- 1958 J. Robert Oppenheimer
- 1959 André Danjon
- 1960 Gaston Dupouy
- 1961 Max Morand
- 1962 Jean Weigle
- 1963 Louis Néel
- 1964 André Lallemand
- 1965 Alfred Kastler
- 1966 Francis Perrin
- 1967 Pierre Auger
- 1968 Jean-François Denisse
- 1969 Jean-Claude Pecker
- 1970 Albert Kirrmann
- 1971 Jean Coulomb
- 1972 André Guinier
- 1973 Pierre Grivet
- 1974 Jean Rösch
- 1975 Jean Brossel
- 1976 Pierre Jacquinot
- 1977 André Maréchal
- 1978 Marcel Rouault
- 1979 Michel Soutif
- 1980 Robert Klapisch
- 1981 Évry Schatzman
- 1982 Philippe Nozières
- 1983 Bernard Cagnac
- 1984 Raimond Castaing
- 1985 Sylvain Liberman
- 1986 Claude Cohen-Tannoudji
- 1987 Jacques Friedel
- 1988 Philippe Meyer
- 1989 Édouard Brézin
- 1990 Claude Bouchiat
- 1991 Julien Bok
- 1992 Michel Davier
- 1993 Jean-Louis Steinberg
- 1994 Jacques Dupont-Roc
- 1995 Bernard Jancovici
- 1996 Jean-Claude Le Guillou
- 1997 Claire Lhuillier
- 1998 Albert Joseph Libchaber
- 1999 Claudette Rigaux
- 2000 Franck Laloë
- 2001 Gérald Bastard
- 2002 Walter Kohn
- 2003 Pierre Encrenaz
- 2004 Christophe Salomon
- 2005 André Neveu
- 2006 Yves Couder
- 2007 Sébastien Balibar
- 2008 Stéphan Fauve
- 2009 Jean-Loup Puget
- 2010 Jean Dalibard
- 2011 Giorgio Parisi
- 2012 Françoise Combes
- 2013 Jean Iliopoulos[3]
- 2014 François Biraben
- 2015 Bernard Derrida
- 2016 Vincent Croquette[4]
- 2017 Michel Brune[5]
- 2018 Edith Falgarone[6]
- 2019 Vincent Hakim [7]
- 2020 Bernard Placais[8]
- 2021 Marc Mézard[8]
- 2022 Frédéric Chevy[8]
- 2024 Yves Pomeau[8]